# Projeto de lei sobre banheiros
Um projeto de lei sobre banheiros é o termo comum para legislações ou estatutos que restringem o acesso a banheiros públicos com base no gênero ou na identidade transgênero. Esses projetos afetam o acesso a instalações públicas segregadas por sexo, determinando o sexo de um indivíduo de maneira específica, como o sexo atribuído ao nascimento, o sexo registrado em sua certidão de nascimento ou o sexo correspondente à sua identidade de gênero. Um projeto de lei sobre banheiros pode ser inclusivo ou excludente para indivíduos transgêneros, dependendo da definição de sexo mencionada.
Os defensores desses projetos argumentam que tais legislações são necessárias para preservar a privacidade, proteger a modéstia da maioria das pessoas cisgênero, prevenir voyeurismo, agressões, assédio e estupro, além de garantir o conforto psicológico.
Críticos desses projetos, incluindo grupos de advocacy e pesquisadores, argumentam que tais legislações não aumentam a segurança para pessoas cisgênero e podem elevar os riscos para indivíduos transgêneros e cisgêneros não conformes com o gênero. Além disso, estudos não identificaram casos documentados de indivíduos transgêneros atacando pessoas cisgênero em banheiros públicos, embora tenha sido relatado um incidente de voyeurismo em um provador. Organizações como a Associação Médica Americana, a Associação Americana de Psicologia e a Academia Americana de Pediatria manifestaram oposição a projetos de lei excludentes de pessoas trans, citando preocupações com seu impacto na saúde pública e na segurança.
Além disso, o Vox constatou que "não há evidências de que leis de não discriminação — e outras políticas que permitem que pessoas trans usem o banheiro correspondente à sua identidade de gênero — levem a agressões sexuais em banheiros e vestiários". A Media Matters [en] confirmou com especialistas e autoridades em 12 estados e 17 distritos escolares com políticas de proteção a pessoas trans que não houve aumento de crimes sexuais após a implementação dessas políticas.
Em 2016, os Departamentos de Justiça e Educação dos Estados Unidos emitiram uma diretriz determinando que escolas que recebem financiamento federal devem tratar a identidade de gênero de um estudante como seu sexo (por exemplo, em relação aos banheiros). Essa política foi revogada em 2017.

## Estados Unidos

Mecanismos de aplicação em nível estadual nos EUA para restrições de banheiros para pessoas transgênero
Penalidades criminais para indivíduos (delito com prisão e/ou multa); penalidades administrativas e civis para instalações abrangidas ^{2}
Penalidades administrativas e civis contra instalações abrangidas (ações judiciais civis e perda de financiamento estadual)
Penalidades civis contra instalações abrangidas (ações judiciais civis ou multas)
Penalidades administrativas contra instalações abrangidas (perda de financiamento estadual)
Alívio declaratório ou injuntivo contra instalações abrangidas
Execução baseada em denúncias contra instalações abrangidas
Sem penalidade estatutária; espera-se que as instalações abrangidas cumpram voluntariamente ^{2} / ^{3}
Sem restrições de banheiros para pessoas transgênero ^{1}
Notas:
^{1} A proibição em Montana está atualmente bloqueada e não aplicável por ordens judiciais no caso Plaintiffs v. State of Montana (Montana).
^{2} Na Flórida, Montana, Ohio e Wyoming, as proibições de banheiros não se aplicam apenas a edifícios governamentais — elas também afetam alguns locais privados. Todos os outros estados com leis semelhantes aplicam-nas apenas a espaços administrados pelo governo, como escolas ou repartições públicas.
^{3} As restrições de banheiros na Virgínia não se baseiam em uma lei aprovada pelo legislativo — em vez disso, provêm de uma política de agência estadual que as escolas devem seguir. Até 4 de junho de 2024, os seguintes nove distritos escolares da Virgínia adotaram restrições de banheiros conforme a política modelo: Escolas públicas da cidade de Chesapeake, escolas públicas do condado de Hanover, escolas públicas da cidade de Lynchburg, escolas públicas de Newport News, escolas públicas do condado de Pittsylvania, escolas públicas do condado de Roanoke, escolas públicas do condado de Rockingham, escolas públicas do condado de Spotsylvania e escolas públicas da cidade de Virginia Beach.

Restrições em nível estadual nos Estados Unidos ao uso de banheiros públicos e instalações por pessoas transgênero, mostrando onde as leis limitam o acesso com base na identidade de gênero em escolas, edifícios governamentais ou ambos
Leis estaduais não permitem que pessoas transgênero usem banheiros ou outras instalações públicas que correspondam à sua identidade de gênero em qualquer local de propriedade do governo — isso inclui escolas públicas, faculdades e todos os outros edifícios públicos ^{2}
Leis estaduais impedem que pessoas transgênero usem instalações que correspondam à sua identidade de gênero em escolas de ensino fundamental e médio e alguns edifícios governamentais, mas não em todos os lugares ^{2}
Leis estaduais restringem apenas o uso de banheiros que correspondam à identidade de gênero por pessoas transgênero em escolas de ensino fundamental e médio ^{3}
Sem leis estaduais, distritais ou territoriais que impeçam pessoas transgênero de usar banheiros ou instalações que se alinhem com sua identidade de gênero ^{1} / ^{2}
Notas:
^{1} A proibição em Montana está atualmente bloqueada e não aplicável por ordens judiciais.
^{2} Na Flórida, Montana, Ohio e Wyoming, as proibições se aplicam a algumas instalações privadas. Outros estados aplicam-nas apenas a edifícios administrados pelo governo.
^{3} As restrições da Virgínia provêm de uma política de agência estadual, não de legislação, e afetam escolas a partir de 4 de junho de 2024, em nove distritos escolares.

Status legal das proteções contra discriminação com base na identidade de gênero e/ou sexo em acomodações públicas nos estados dos EUA, Distrito de Colúmbia e territórios
Proíbe discriminação em acomodações públicas com base em identidade de gênero e sexo.
Proíbe discriminação em acomodações públicas apenas com base no sexo, não na identidade de gênero. Proteções federais limitadas se aplicam em contextos financiados pelo governo federal (por exemplo, escolas, abrigos).
Proíbe discriminação apenas com base no sexo; exclui explicitamente a identidade de gênero. Proteções federais limitadas se aplicam apenas em contextos financiados pelo governo federal.
Sem leis de acomodações públicas. Proteções federais limitadas se aplicam apenas em contextos financiados pelo governo federal.

Mapa dos estados dos EUA, Distrito de Colúmbia e territórios por políticas de alteração de marcador de gênero em certidões de nascimento
Permite alterações de marcador de gênero em certidões de nascimento
Não permite alterações de marcador de gênero em certidões de nascimento

A partir de 1º de julho de 2025, restrições de banheiros para indivíduos transgêneros estão em vigor em 19 estados dos EUA:
| Número | Estado             | Data de vigência | Abrangência | Penalidade máxima | Exceções |
| --- | ------------------ | --- | --- | --- | --- |
| 2º | Tennessee          | 1º de julho de 2021 | Escolas públicas de ensino fundamental e médio | Ação civil permitida por estudantes, pais ou funcionários | Instalações de ocupação individual podem ser solicitadas como acomodação |
| 3º | Alabama            | 8 de abril de 2022 | Escolas públicas de ensino fundamental e médio | Nenhuma penalidade estatutária especificada; espera-se que as instituições cumpram voluntariamente | Nenhuma exceção especificada |
| 4º | Oklahoma           | 25 de maio de 2022 | - Escolas charter - Escolas públicas de ensino fundamental e médio | - Perda de 5% do financiamento estadual - Pais podem processar | Instalações de ocupação individual podem ser fornecidas |
| 5º | Iowa               | 22 de março de 2023 | - Escolas privadas de ensino fundamental e médio - Escolas públicas de ensino fundamental e médio | Qualquer cidadão pode registrar queixa junto ao Procurador-Geral de Iowa | Nenhuma exceção especificada |
| 6º | Kentucky           | 29 de março de 2023 | Escolas públicas de ensino fundamental e médio | Nenhuma penalidade estatutária especificada; espera-se que as instituições cumpram voluntariamente | Nenhuma exceção especificada |
| 7º | Flórida            | 1º de julho de 2023 | - Público - Escolas de ensino fundamental e médio - Faculdades - Alojamentos estudantis administrados por faculdades - Instituições correcionais - Centros de violência doméstica - Instalações de saúde - Abrigos para sem-teto - Edifícios do governo estadual com banheiros ou vestiários - Universidades - Privado (somente se financiado, licenciado ou regulado pelo estado) - Faculdades - Alojamentos estudantis administrados por faculdades - Instituições correcionais - Universidades - Licenciado pelo estado - Faculdades estaduais - Centros de violência doméstica - Instalações de saúde - Residências assistidas - Estabelecimentos de massagem - Estabelecimentos ópticos - Abrigos - Clínicas de gerenciamento de dor - Farmácias - Instalações de tratamento de abuso de substâncias - Universidades estaduais | - Indivíduos que intencionalmente entram em um banheiro ou vestiário designado para o sexo oposto e se recusam a sair quando solicitados cometem invasão em uma estrutura ou transporte, classificada como delito de segundo grau, punível com até 60 dias de prisão e multa de até US$ 500 - Entidades abrangidas que não cumprem a lei podem enfrentar ações civis iniciadas pelo Procurador-Geral da Flórida, que pode buscar alívio injuntivo e impor multas de até US$ 10.000 por violação por não conformidade intencional - Instituições educacionais, instalações correcionais, centros de detenção e agências públicas devem estabelecer procedimentos disciplinares internos para funcionários, estudantes ou internos que violem as disposições do projeto, com penalidades que podem incluir suspensão, demissão ou outras medidas disciplinares apropriadas de acordo com as políticas institucionais | - Auxílio a alguém devido a idade, deficiência ou necessidade médica - Prestação de assistência médica ou cuidados de emergência - Resposta a emergências - Limpeza/manutenção quando a instalação está sem uso - Instalação oposta está vazia e a designada está fora de serviço - Estudantes e funcionários escolares isentos de invasão criminal - Menores e funcionários isentos em instalações juvenis - Funcionários públicos isentos em edifícios públicos - Pessoas sob tratamento médico para condições intersexuais (DSDs) |
| 8º | Arkansas           | 1º de julho de 2023 | Escolas públicas de ensino fundamental e médio | - Multa civil mínima de US$ 1.000 por violação - Ações judiciais permitidas | Acomodações de ocupação individual podem ser oferecidas |
| 10º | Virgínia           | 18 de julho de 2023 (Políticas Modelo para Garantir Privacidade, Dignidade e Respeito a Todos os Estudantes e Pais nas Escolas Públicas da Virgínia) - 30 de agosto de 2022 (Escolas públicas do condado de Hanover) - 14 de agosto de 2023 (Escolas públicas do condado de Spotsylvania) - 17 de agosto de 2023 (Escolas públicas do condado de Roanoke) - 12 de setembro de 2023 (Escolas Públicas do Condado de Pittsylvania) - 8 de novembro de 2023 (Escolas Públicas da Cidade de Virginia Beach) - 10 de novembro de 2023 (Escolas Públicas de Newport News) - 8 de janeiro de 2024 (Escolas Públicas do Condado de Rockingham) - 12 de fevereiro de 2024 (Escolas Públicas da Cidade de Chesapeake) - 4 de junho de 2024 (Escolas Públicas da Cidade de Lynchburg) | Escolas públicas de ensino fundamental e médio: A partir de 4 de junho de 2024, os seguintes nove distritos escolares da Virgínia adotaram restrições de banheiros em conformidade com a política modelo: - Escolas Públicas da Cidade de Chesapeake - Escolas Públicas do Condado de Hanover - Escolas Públicas da Cidade de Lynchburg - Escolas Públicas de Newport News - Escolas Públicas do Condado de Pittsylvania - Escolas Públicas do Condado de Roanoke - Escolas Públicas do Condado de Rockingham - Escolas Públicas do Condado de Spotsylvania - Escolas Públicas da Cidade de Virginia Beach | Nenhum mecanismo de aplicação estadual; orientação administrativa estadual permite que distritos escolares locais adotem medidas de execução, embora a conformidade seja discricionária | Nenhuma exceção especificada na orientação administrativa estadual; distritos escolares locais podem estabelecer exceções sob orientação estadual |
| 11º | Dakota do Norte    | 1º de agosto de 2023 | - Faculdades públicas - Escolas públicas de ensino fundamental e médio | Nenhuma penalidade estatutária especificada; espera-se que as instituições cumpram voluntariamente | Acomodação de ocupação individual permitida com consentimento dos pais |
| 12º | Utah               | 1º de maio de 2024 | - Instalações de propriedade do governo - Faculdades públicas - Escolas públicas | Delito de classe B (até 6 meses de prisão e multa de US$ 1.000); elevado a delito de classe A (até 1 ano de prisão e multa de US$ 2.500) se a invasão ocorrer em uma residência; penalidades civis adicionais podem ser aplicadas | Exceção para indivíduos pós-operados com certidões de nascimento atualizadas |
| 13º | Carolina do Sul    | 1º de julho de 2024 | Escolas públicas de ensino fundamental e médio | Perda de 25% do financiamento operacional estadual por não conformidade; penalidade aplicada anualmente por meio de provisão orçamentária | Acomodação de ocupação individual pode ser oferecida mediante solicitação dos pais |
| 14º | Mississippi        | 1º de julho de 2024 | - Faculdades públicas - Escolas públicas | - Ações civis por indivíduos - Procurador-Geral do Mississippi também pode executar | Nenhuma exceção especificada |
| 15º | Louisiana          | 1º de agosto de 2025 | - Instalações correcionais para adultos - Escolas charter - Abrigos para violência doméstica - Instalações correcionais juvenis - Escolas públicas de ensino fundamental e médio | - Ações civis permitidas por indivíduos que alegam danos - Remédios incluem injunções, ordens de proteção, alívio declaratório, danos reais, honorários advocatícios e custas | - Auxílio a crianças pequenas - Auxílio a indivíduos cobertos pela Lei dos Americanos com Deficiência - Serviços de custódia - Serviços de manutenção - Serviços médicos - Serviços de aplicação da lei - Emergências - Banheiros, vestiários e quartos de ocupação individual não designados por sexo são permitidos |
| 3º (geral) 6º (apenas faculdades públicas)                                                                   | Alabama            | 1º de outubro de 2024 | Faculdades públicas | Nenhuma penalidade estatutária especificada; espera-se que as instituições cumpram voluntariamente | Nenhuma exceção especificada |
| 16º (geral) 7º (apenas faculdades públicas)                                                                  | Ohio               | 25 de fevereiro de 2025 | - Faculdades privadas - Escolas privadas - Faculdades públicas - Escolas públicas - Programas educacionais residenciais que permitem menores, incluindo estadias noturnas | Nenhuma penalidade estatutária especificada; espera-se que as instituições cumpram voluntariamente | - Crianças menores de 10 anos - Pessoas com deficiências - Funcionários em serviço |
| 9º | Idaho              | 1º de julho de 2023 12 de outubro de 2023 20 de março de 2025 | Escolas públicas de ensino fundamental e médio | Ação civil: US$ 5.000 por incidente, além de danos adicionais | Acomodações razoáveis (por exemplo, instalações de ocupação individual) |
| 18º (geral) 9º (apenas faculdades públicas)                                                                  | Virgínia Ocidental | 9 de junho de 2025 | - Instituições correcionais - Abrigos licenciados para violência doméstica que recebem financiamento do Departamento de Serviços Humanos da Virgínia Ocidental - Escolas públicas de ensino fundamental e médio - Instituições estaduais de ensino superior | Nenhuma penalidade estatutária especificada; espera-se que as instituições cumpram voluntariamente | Nenhuma exceção especificada |
| 2º (geral) 3º (apenas programas educacionais residenciais que permitem menores, incluindo estadias noturnas) | Tennessee          | 1º de julho de 2025 | Programas educacionais residenciais que permitem menores, incluindo estadias noturnas | Ação civil permitida por estudantes, pais ou funcionários | Instalações de ocupação individual podem ser solicitadas como acomodação |
| 19º (geral) 10º (apenas faculdades públicas)                                                                 | Dakota do Sul      | 1º de julho de 2025 | - Escolas públicas de ensino fundamental e médio - Edifícios de propriedade do estado - Instalações de propriedade do estado | Alívio declaratório e injuntivo pode ser buscado se escolas ou agências estaduais não tomarem medidas razoáveis para impedir o acesso por alguém do sexo oposto | Nenhuma exceção especificada |
| 20º (geral) 11º (apenas faculdades públicas)                                                                 | Wyoming            | 1º de julho de 2025 | - Edifícios de propriedade do governo - Faculdades de propriedade do governo - Espaços de propriedade do governo - Escolas públicas de ensino fundamental e médio | - Pais ou responsáveis podem processar por violações apenas em ambientes de ensino fundamental e médio - Nenhuma penalidade estatutária especificada para edifícios, faculdades e espaços de propriedade do governo; espera-se que as instituições cumpram voluntariamente | - Cadeias municipais - Cadeias do condado |
| 9º (geral) 12º (apenas faculdades públicas)                                                                  | Idaho              | 1º de julho de 2025 | - Instalações correcionais - Abrigos para violência doméstica - Centros correcionais juvenis - Instituições educacionais estaduais | - Ação civil para alívio declaratório - Alívio injuntivo se ocorrerem violações | - Serviços de custódia - Assistência médica - Aplicação da lei - Serviços de emergência - Manutenção - Situações envolvendo cuidados de custódia - Situações envolvendo membros da família - Situações envolvendo responsáveis legais - Situações envolvendo assistência a indivíduos com deficiências |
| 8º (geral) 13º (apenas faculdades públicas)                                                                  | Arkansas           | 8 de agosto de 2025 | - Abrigos administrados pelo governo - Instalações de detenção juvenil - Outros edifícios públicos de propriedade do governo - Instalações correcionais estaduais | - Responsabilidade civil: direito privado de ação por danos - Alívio declaratório e injuntivo | - Auxílio a deficientes - Auxílio a idosos - Auxílio a crianças pequenas - Pessoal técnico/atlético - Trabalho de custódia - Situações de emergência - Deveres de aplicação da lei - Assistência médica |

| Número                                      | Estado            | Data de vigência    | Data de bloqueio   | Data de revogação   | Abrangência | Penalidade máxima                                                                                  | Exceções |
| ------------------------------------------- | ----------------- | ------------------- | ------------------ | ------------------- | --- | -------------------------------------------------------------------------------------------------- | --- |
| 1º                                          | Carolina do Norte | 23 de março de 2016 | N/A                | 30 de março de 2017 | - Escolas públicas - Edifícios governamentais | Nenhuma penalidade estatutária especificada; espera-se que as instituições cumpram voluntariamente | - Acompanhamento de indivíduos que precisam de assistência - Crianças menores de sete anos com um cuidador - Custódia - Manutenção - Assistência médica - Indivíduos transgêneros que atualizaram suas certidões de nascimento após cirurgia de redesignação de sexo |
| 17º (geral) 8º (apenas faculdades públicas) | Montana           | 27 de março de 2025 | 2 de abril de 2025 | N/A                 | - Edifícios públicos - Banheiros em instalações financiadas pelo estado - Vestiários em instalações financiadas pelo estado - Áreas de dormir em instalações financiadas pelo estado | Nenhuma penalidade estatutária especificada; espera-se que as instituições cumpram voluntariamente | Nenhuma exceção especificada |

A partir de 12 de abril de 2025, dois projetos de lei sobre banheiros foram aprovados por uma câmara legislativa estadual e estão atualmente sob consideração; um está aguardando revisão governamental após aprovação em ambas as câmaras, e outro foi aprovado por uma câmara:
- New Hampshire [en] – O Projeto de Lei 148 (HB 148), que busca alterar a Lei Contra a Discriminação de New Hampshire para permitir a classificação de indivíduos com base no sexo biológico em contextos específicos — incluindo banheiros, vestiários, eventos esportivos e instalações de detenção — foi aprovado pela Câmara dos Representantes de New Hampshire em 20 de março de 2025, com uma votação de 201–166; está atualmente pendente no Comitê Judiciário do Senado para maior consideração.[50]

- Tennessee [en] – O Projeto de Lei 571 (HB 571) e o Projeto de Lei do Senado 468 (SB 468), coletivamente conhecidos como Lei de Segurança e Proteção das Mulheres, determinam que banheiros de múltipla ocupação, vestiários e quartos em edifícios públicos sejam designados com base no sexo atribuído ao nascimento dos indivíduos. O Senado do Tennessee [en] aprovou o SB 468 em 27 de março de 2025, com uma votação de 24–4. A Câmara dos Representantes do Tennessee [en] aprovou o HB 571 com emendas em 15 de abril de 2025, por uma votação de 72–22. O Senado recebeu o projeto emendado e o colocou no calendário de mensagens para ação adicional. Em 21 de abril de 2025, o SB 468 foi reenviado ao Comitê Judiciário do Senado para consideração das emendas da Câmara.[51]

- Texas [en] – O Projeto de Lei do Senado 240 (SB 240), conhecido como Lei de Privacidade das Mulheres do Texas, exigiria a designação e o uso de banheiros e instalações de troca de múltipla ocupação em edifícios governamentais — incluindo escolas, faculdades e instituições correcionais — com base no sexo biológico. O projeto foi aprovado pelo Senado do Texas [en] em 23 de abril de 2025, após sua terceira leitura e uma votação registrada de 20–11, e foi encaminhado à Câmara dos Representantes do Texas [en] para maior consideração.[52][53]

O Centro Nacional para Igualdade Transgênero [en], um grupo de defesa LGBTQ, considera esses projetos discriminatórios.
De 22 de março de 2023 a 30 de junho de 2025, o Projeto de Lei do Senado 482 criou uma exceção à lei de acomodações públicas de Iowa, permitindo que escolas públicas e privadas de ensino fundamental e médio restringissem o acesso a banheiros e áreas de troca com base no sexo biológico dos estudantes, conforme listado em sua certidão de nascimento original emitida no momento ou próximo ao nascimento. A lei especificava que tais políticas não constituíam discriminação sob a Lei de Direitos Civis de Iowa, que na época ainda incluía a identidade de gênero como uma classe protegida.
Após a forte reação contra o projeto de lei sobre banheiros da Carolina do Norte de 2016 (Projeto de Lei 2), ativistas conservadores começaram a repensar sua estratégia em relação à legislação que afeta indivíduos transgêneros. Terry Schilling, presidente do think tank conservador Projeto de Princípios Americanos [en] (APP), reuniu-se com o então governador Pat McCrory para refletir sobre as consequências políticas e planejar novas abordagens.
Schilling e outros focaram em direcionar esforços para a Flórida como um candidato ideal devido ao seu poder econômico e proeminência cultural, que acreditavam torná-la menos vulnerável a boicotes corporativos ou da indústria do entretenimento. Como Schilling explicou, “Eles certamente não podem boicotar a Flórida, o estado natal do Walt Disney World.” O APP também explorou outras opções legislativas além do acesso a banheiros, incluindo medidas para excluir a identidade de gênero das proteções de direitos civis e restringir o acesso de mulheres trans a abrigos para violência doméstica. No entanto, Schilling observou que esses esforços não conseguiram obter amplo apoio na época.
O ímpeto mudou quando a questão de atletas transgêneros participando de esportes femininos começou a atrair maior interesse público e endosso político. Schilling descreveu isso como uma “fórmula mágica”, observando que combinava forte apoio público com viabilidade política. “Os políticos estavam dispostos a concorrer e fazer campanha com isso”, disse ele. Até 2021, dez estados haviam aprovado leis proibindo atletas transgêneros de competir em esportes femininos, e até 2024, aproximadamente metade dos estados dos EUA havia adotado legislações semelhantes.
De acordo com Schilling, o foco em atletas transgêneros ajudou a pavimentar o caminho para legislações adicionais, incluindo novos projetos de lei sobre banheiros, restrições ao cuidado de afirmação de gênero para menores e limitações sobre como a identidade de gênero é discutida nas escolas. “Não acho que isso poderia ter sido feito apenas focando nos banheiros”, disse ele. “Acho que estaria morto agora sem a questão dos esportes femininos.”

### Exemplos

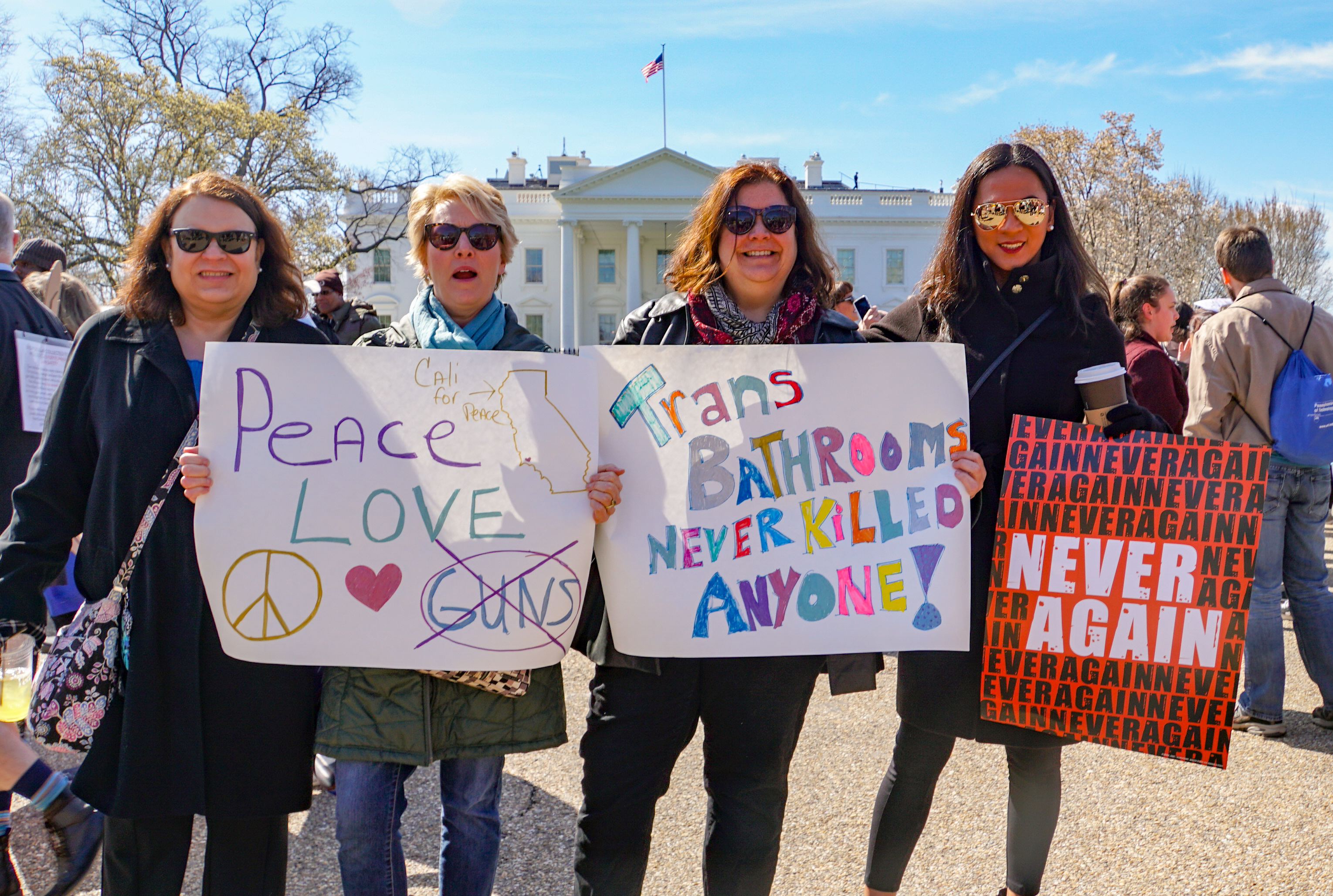
Placa "Banheiros trans nunca mataram ninguém!" na Marcha pelas Nossas Vidas de 2018

Em um caso marcante de 2013, a Divisão de Direitos Civis do Colorado decidiu a favor da estudante transgênero de seis anos Coy Mathis para usar o banheiro feminino em sua escola primária. Foi a primeira decisão desse tipo nos Estados Unidos e um dos primeiros casos de direitos transgêneros de grande visibilidade, gerando enorme atenção da mídia.
Em maio de 2016, o Departamento de Justiça dos Estados Unidos e o Departamento de Educação dos Estados Unidos divulgaram uma orientação conjunta sobre a aplicação das proteções do Título IX a estudantes transgêneros. A orientação afirmava que, para os fins do Título IX, o Departamento de Justiça e o Departamento de Educação tratam a identidade de gênero de um estudante como seu sexo. A orientação foi seguida por uma carta formal "Dear Colleague" em 13 de maio.
Em outubro de 2016, a Suprema Corte dos EUA concordou em julgar o caso de Gavin Grimm, um estudante homem transgênero que foi impedido de usar os banheiros masculinos em sua escola secundária, Gloucester High School, no Condado de Gloucester, Virgínia. O Tribunal de Apelações dos EUA para o 4º Circuito havia decidido anteriormente que Grimm poderia usar esses banheiros, mas a Suprema Corte suspendeu essa decisão em agosto.
Em fevereiro de 2016, a cidade de Charlotte, Carolina do Norte, adotou uma ordenança que, segundo ela, tinha como objetivo garantir o direito de pessoas transgêneras de acessar banheiros de acordo com sua identidade de gênero. A ordenança preexistente, na seção § 12-58, proibia discriminação com base em raça, religião ou origem nacional. Além disso, a seção § 12-59 proibia discriminação com base em sexo, mas isentava explicitamente banheiros, vestiários e outros espaços íntimos das proibições de discriminação por sexo, permitindo assim a separação por sexo.
A ordenança não proibia discriminação com base em identidade de gênero ou orientação sexual. Pela emenda de fevereiro de 2016, o Conselho Municipal acrescentou gênero, identidade de gênero, orientação sexual e estado civil às categorias protegidas. Também removeu a disposição que permitia a separação por "sexo". Ao fazer isso, essencialmente eliminou a palavra "sexo" da ordenança municipal, deixando o termo gênero. A legislatura da Carolina do Norte reagiu aprovando a Lei de Privacidade e Segurança de Instalações Públicas [en] (HB2). Além de outras mudanças, o projeto definiu a questão do acesso a banheiros como uma preocupação estadual, definiu sexo como biológico. Exigia que todos os banheiros fossem separados por sexo biológico. Permitia que proprietários de empresas solicitassem uma dispensa para tornar banheiros de entrada única unissex/mistos. Posteriormente, grupos de defesa, celebridades e empresas aderiram a um boicote ao estado. Mais tarde, em um "compromisso", a legislatura concordou em revogar o HB2, mas também proibiu as localidades de fazerem quaisquer alterações em relação a banheiros até 2020.
Logo após a aprovação do HB2, em maio de 2016, no último ano da presidência de Obama, o Departamento de Justiça dos EUA processou a Carolina do Norte por causa de sua 'lei de banheiros' para impedir sua implementação. Além disso, defensores, incluindo organizações de direitos LGBTQ, relataram casos de empresas na Carolina do Norte aplicando restrições de banheiros a clientes transgêneros.
Em 2016, o Mississippi também limitou o uso de banheiros públicos por meio da promulgação de uma lei que protege crenças religiosas, citando: "homem (masculino) ou mulher (feminino) refere-se ao sexo biológico imutável de um indivíduo, conforme objetivamente determinado pela anatomia e genética no momento do nascimento", o que não considera pessoas transgêneras e intersexuais. Mais tarde, o Departamento de Justiça sob Trump retirou sua oposição a essa e outras leis e políticas estaduais semelhantes. Em 2024, o Mississippi aprovou uma proibição de banheiros que afeta escolas públicas.
A partir de 10 de maio de 2024, de acordo com a União Americana pelas Liberdades Civis, 515 projetos de lei anti-LGBTQ foram apresentados em todo os EUA durante a sessão legislativa de 2024, a maioria visando pessoas transgêneras. Projetos atualmente em consideração incluem Kansas SB 180.
Em novembro de 2024, a Representante Nancy Mace apresentou uma resolução para proibir pessoas transgêneros de usarem banheiros diferentes daqueles de seu sexo atribuído ao nascimento no Capitólio dos EUA, em antecipação à posse da membra eleita da Câmara dos EUA Sarah McBride de Delaware, que é a primeira mulher abertamente trans eleita para o Congresso [en]. O Presidente da Câmara Mike Johnson emitiu então uma decisão exigindo que pessoas transgêneras usem o banheiro correspondente ao seu sexo atribuído ao nascimento dentro da Câmara dos Representantes.
Em 19 de março de 2025, Marcy Rheintgen foi presa no Capitólio do Estado da Flórida quando tentou usar o banheiro feminino no edifício. Ela está sendo acusada de possível pena de prisão sob um delito de segundo grau.

### Percepção pública
A opinião pública sobre os direitos de acesso a banheiros para indivíduos transgêneros nos Estados Unidos está dividida:
| Data(s) da realização                             | Apoiam leis que exigem que indivíduos transgêneros usem banheiros correspondentes ao seu sexo de nascimento | Opoem-se a leis que exigem que indivíduos transgêneros usem banheiros correspondentes ao seu sexo de nascimento | Não sabe / Não respondeu | Margem de erro           | Amostra                                            | Realizado por                             | Tipo de pesquisa                                    |
| ------------------------------------------------- | --- | --- | ------------------------ | ------------------------ | -------------------------------------------------- | ----------------------------------------- | --------------------------------------------------- |
| 25 de agosto de 2023 – 30 de agosto de 2023       | 54% | 40% | 5%                       | 2,19%                    | Amostra representativa de 2.525 adultos americanos | Instituto de Pesquisa em Religião Pública | Entrevista online                                   |
| 17 de fevereiro de 2023 – 3 de março de 2023      | 45% | 40% | 16%                      | ?                        | "Aproximadamente mil" adultos com menos de 75 anos | Ipsos                                     | Pesquisa online                                     |
| 1 de setembro de 2022 – 11 de setembro de 2022    | 52% | 44% | 4%                       | 2,3%                     | Amostra representativa de 2.523 adultos americanos | Instituto de Pesquisa em Religião Pública | Entrevista online                                   |
| 9 de agosto de 2021 – 30 de agosto de 2021        | 47% | 50% | 2%                       | 1,86%                    | Amostra representativa de 5.415 adultos            | Instituto de Pesquisa em Religião Pública | Entrevista online                                   |
| 10 de junho de 2019                               | 45% | 47% |                          | ± 3,5 pontos percentuais | 1.100 adultos americanos                           | Pew Research                              | Telefones celulares e fixos                         |
| 9 de abril de 2019 – 20 de abril de 2019          | 45% | 47% | 8%                       | 3,5%                     | Amostra aleatória de 1.100 adultos                 | Instituto de Pesquisa em Religião Pública | Entrevista online                                   |
| 2 de agosto de 2017 – 8 de agosto de 2017         | 38% | 50% | 12%                      | ?                        | 2.024                                              | Instituto de Pesquisa em Religião Pública | Telefones fixos e celulares                         |
| 3 de maio de 2017 – 7 de maio de 2017             | 48% | 45% | 7%                       | 4%                       | 1.011 adultos americanos                           | Gallup                                    | Telefones celulares e fixos                         |
| Março de 2017                                     | 40% | 40% |                          | ?                        | ?                                                  | YouGov                                    | ?                                                   |
| 10 de fevereiro de 2017 – 19 de fevereiro de 2017 | 39% | 53% | 8%                       | 2,6%                     | 2.031 adultos                                      | Instituto de Pesquisa em Religião Pública | Entrevistas ao vivo via telefones RDD e celulares   |
| 16 de agosto de 2016 – 12 de setembro de 2016     | 46% | 51% | 3%                       | 2,4%                     | 4.538 respondentes                                 | Pew Research                              | Web e correio                                       |
| 4 de maio de 2016 – 8 de maio de 2016             | 50% | 40% | 10%                      | ?                        | ?                                                  | Gallup                                    | ?                                                   |
| 28 de abril de 2016 – 1 de maio de 2016           | 38% | 57% | 5%                       | 3%                       | 1.001 adultos                                      | CNN / ORC International                   | Entrevistas ao vivo via telefones fixos e celulares |
| 26 de março de 2016 – 28 de março de 2016         | 37% | 37% | 26%                      | 4%                       | 1.000 cidadãos adultos americanos                  | YouGov                                    | Entrevistas online                                  |
| 3 de junho de 2015 – 4 de junho de 2015           | 46% | 41% | 12%                      | 4,1%                     | 1.300 respondentes não ponderados                  | CBS / NYT                                 | ?                                                   |

### Recepção
Defensores das leis de banheiros argumentam que tal legislação é necessária para manter a privacidade, proteger o que afirmam ser um senso inato de modéstia mantido pela maioria das pessoas cisgênero, prevenir voyeurismo, agressão, molestamento e estupro, e manter o conforto psicológico.
Críticos das leis de banheiros argumentam que elas colocam pessoas transgêneras em perigo sem tornar as pessoas cisgênero mais seguras e que até tornam as coisas mais perigosas para pessoas cisgênero não conformes ao gênero. Muitas organizações nacionais de saúde e contra agressões sexuais se opõem às leis de banheiros, como a Associação Médica Americana, Associação Americana de Psicologia e a Academia Americana de Pediatria. O Instituto Williams da UCLA rastreou a prevalência de crimes em banheiros desde a aprovação de várias proteções para a população transgênera e constatou que não houve mudança significativa no número de crimes. Marcie Bianco, escrevendo para Mic, destacou que não há um único caso documentado de uma pessoa transgênera atacando uma pessoa cisgênera em um banheiro público, embora tenha havido um incidente relatado de voyeurismo em um provador. O Pacific Standard descreveu a controvérsia como um pânico moral, e o escritor Dan Savage [en] caracterizou isso como uma "libelo de sangue anti-trans".
De acordo com a maior pesquisa de pessoas transgêneras já realizada nos EUA, conduzida pelo Centro Nacional para Igualdade Transgênero (NCTE) em 2015 com 27.715 respondentes, 1% dos respondentes relatou ter sofrido agressão sexual em um banheiro público por ser transgênero. 12% relataram ter sofrido assédio verbal em um banheiro público, e outro 1% relatou ter sofrido agressão física não sexual por ser transgênero. 9% relataram ter sido negado o direito de usar um banheiro público consistente com seu gênero expresso. O NCTE reconhece em seu relatório que esta pesquisa foi realizada antes que quaisquer leis de banheiros tivessem sido aprovadas ou estivessem nas notícias. Estudos, incluindo aqueles citados por organizações de saúde, descobriram que negar a indivíduos transgêneros o acesso a banheiros alinhados com sua identidade de gênero está associado a resultados adversos de saúde mental, incluindo aumento do risco de suicídio.
Um estudo de 2018 no Journal of the American Academy of Psychiatry and the Law conclui que "não há evidências atuais de que conceder a indivíduos transgêneros acesso a banheiros correspondentes ao gênero resulte em um aumento de ofensas sexuais".

### Educação
Em 2016, o Departamento de Justiça dos EUA e o Departamento de Educação dos EUA, sob o presidente Barack Obama, emitiram uma "orientação" para instituições educacionais estaduais e privadas, declarando que essas instituições deveriam permitir que estudantes transgêneros usassem banheiros de acordo com sua identidade de gênero. A orientação de Obama sugeria que escolas e instituições privadas corriam o risco de perder financiamento federal se não cumprissem.
A forma como a orientação foi emitida foi controversa. Normalmente, orientações são emitidas apenas para outras agências federais. Essas orientações são, por vezes, compartilhadas com entidades estaduais e instituições privadas como consultivas, mas geralmente não são obrigatórias. Embora as agências possam emitir regulamentações consistentes com a lei existente, elas não podem exceder ou alterar a lei. Além disso, essas regulamentações devem cumprir a Lei do Procedimento Administrativo (APA) dos EUA. A APA exige notificação ao público e um período para comentários. Opositores argumentaram que o uso da orientação conjunta foi inadequado e projetado para contornar a APA. O Departamento de Justiça, o Departamento de Educação, grupos de advocacy e litigantes privados abriram processos para fazer valer a interpretação da orientação conjunta.
Um desses casos, G.G. v. Gloucester School Board, chegou à Suprema Corte em 2016. Em 22 de fevereiro de 2017, cerca de um mês após a posse de Trump, o governo retirou a orientação de 13 de maio. Ao retirar a orientação, o então Procurador-Geral Jeff Sessions declarou em uma carta: "Os documentos de orientação anteriores não continham análise jurídica suficiente ou explicavam como a interpretação era consistente com a linguagem do Título IX. [...] O Congresso, as legislaturas estaduais e os governos locais estão em posição de adotar políticas ou leis apropriadas para abordar essa questão." Em 6 de março de 2017, a Suprema Corte determinou que, à luz da mudança de posição do governo, o caso deveria ser anulado e devolvido para consideração adicional nos tribunais inferiores.

### Emprego
A Comissão de Igualdade de Oportunidades de Emprego [en] (EEOC) é uma agência federal dos EUA fundamental que faz cumprir as regras trabalhistas federais. Os estados também têm suas próprias regras, mas, em caso de conflito, se constitucional, a lei federal prevalece. Um estatuto chave é o Título VII. O Título VII, aprovado como parte da Lei dos Direitos Civis de 1964, proíbe a discriminação no local de trabalho "por causa de" raça, cor, religião, sexo ou origem nacional. O Título VII não menciona orientação sexual ou identidade de gênero.
Embora poucos contestem que o Congresso estava pensando em identidade de gênero ou orientação sexual em 1964, defensores argumentaram que orientação sexual e identidade de gênero estão incluídas na referência da lei a "sexo". Em 2012, a EEOC adotou essa visão. Ela decidiu em Macy v. Holder, um caso envolvendo funcionários federais, que o Título VII exigia que "identidade de gênero" fosse tratada da mesma forma que "sexo". Logo depois, também decidiu que uma pessoa transgênera deveria ter acesso a um banheiro público correspondente à sua identidade de gênero, sem exigência de cirurgia ou identificação de status. Essas decisões se desviaram dos precedentes legais então existentes, bem como da longa linha de precedentes da própria EEOC. A EEOC começou a abrir e apoiar processos em todo o país para fazer cumprir sua interpretação. Citando a decisão da EEOC, vários tribunais posteriormente seguiram a interpretação da EEOC, embora alguns a rejeitaram.
Em 15 de junho de 2020, a Suprema Corte dos EUA decidiu três casos sobre os direitos de pessoas transgêneras sob o Título VII da Lei dos Direitos Civis de 1964:
- R.G. & G.R. Harris Funeral Homes Inc. v. Equal Employment Opportunity Commission [en]: O caso envolveu uma mulher transgênera que foi demitzida de seu emprego em uma funerária após pedir para começar a usar o uniforme feminino em vez do masculino. O proprietário da funerária recusou, citando preocupações religiosas do empregador e de potenciais clientes. O tribunal decidiu que pessoas transgêneras estão protegidas contra discriminação no emprego. Sobre se a decisão afetava a própria existência de "banheiros, vestiários e códigos de vestimenta segregados por sexo", o juiz Gorsuch escreveu: "nenhuma dessas outras leis está diante de nós... não prejulgamos nenhuma dessas questões hoje."[111]
- Bostock v. Clayton County [en];
- Altitude Express, Inc. v. Zarda [en].

Observou-se reversões de políticas da era Obama em nível federal com respeito a outros estatutos, como o Título IX, que proíbe a negação de oportunidades educacionais com base no sexo. Em maio de 2016, o Departamento de Educação dos EUA e o Departamento de Justiça sob a administração Obama indicaram que escolas de sexo único e escolas que recebem dinheiro federal devem tratar estudantes transgêneros de forma consistente com sua identidade de gênero sob o Título IX das Emendas Educacionais de 1972. Essa orientação foi posteriormente retirada pelo Departamento de Justiça sob o presidente Trump.

### Legislação estadual
Leis de banheiros foram propostas e debatidas em várias legislaturas estaduais. Várias leis estaduais são baseadas e se assemelham estreitamente à legislação modelo fornecida pela organização conservadora de lobby Aliança em Defesa da Liberdade (ADF), que foi classificada pelo Centro de Direito da Pobreza do Sul como um grupo de ódio anti-LGBT. A legislação modelo da ADF propõe dar a qualquer estudante de escola pública ou universidade o direito de processar por US$ 2.500 por cada vez que encontrar um colega transgênero em um vestiário ou banheiro.

#### Tabela
A tabela a seguir resume a legislação estadual e as diretrizes escolares sobre acesso a banheiros que estão atualmente em vigor ou ainda em deliberação com movimentação em 2024:
| Estado | Aplica-se a          | Resumo | Status                                                                       | Última verificação  |
| ------ | -------------------- | --- | ---------------------------------------------------------------------------- | ------------------- |
| AR     | Adultos              | Ato 619 criminaliza aqueles que permanecem intencionalmente em banheiros com uma criança do sexo biológico oposto | Em vigor desde 11 de abril de 2023                                           | 11 de março de 2024 |
| AR     | Estudantes           | HB 1156 permite que estudantes processem a escola se encontrarem uma pessoa do sexo biológico oposto em um banheiro de sexo único | Aprovado em 13 de março de 2023, aguardando sanção para virar lei            | 13 de março de 2023 |
| AK     | Estudantes           | HB 105 separa estudantes por sexo biológico em banheiros e vestiários | Encaminhado ao comitê em 8 de março de 2023                                  | 13 de março de 2023 |
| AL     | Estudantes           | HB 322 exige que escolas públicas de ensino fundamental e médio designem o uso de salas onde estudantes possam estar em vários estágios de nudez com base no sexo biológico | Aprovado em 7 de abril de 2022                                               | 23 de maio de 2025  |
| CT     | Adultos              | SB 00467 permite que empresas proíbam pessoas trans de usarem banheiros | Introduzido em 18 de janeiro de 2023, encaminhado ao comitê                  | 17 de março de 2023 |
| FL     | Adultos              | HB 1521, "Estabelece que qualquer pessoa que entra intencionalmente em um banheiro ou vestiário designado para o sexo oposto em instalações de uma entidade coberta, para um propósito que não seja os usos autorizados listados no projeto, e que se recusa a sair quando solicitado por uma pessoa autorizada a fazer tal pedido, comete o crime de invasão." | Em vigor desde 1 de julho de 2023                                            | 8 de julho de 2023  |
| ID     | Adultos              | S1003 e S1016 isentam contratantes de obras públicas da obrigação de fornecer banheiros com base em qualquer critério além do "sexo biológico" | S1016 aprovado na Câmara em 3 de março de 2023                               | 17 de março de 2023 |
| ID     | Estudantes           | ID S1100 separa banheiros escolares por sexo biológico | Aprovado em 16 de março de 2023                                              | 17 de março de 2023 |
| IL     | Estudantes           | IL SB1659 separa banheiros escolares por sexo biológico | Encaminhado ao comitê em 8 de fevereiro de 2023                              | 17 de março de 2023 |
| IN     | Adultos              | HB 1520, "Torna um delito de Classe B se: (1) um homem entra intencionalmente ou conscientemente em um banheiro designado apenas para mulheres; ou (2) uma mulher entra intencionalmente ou conscientemente em um banheiro designado apenas para homens." Uma reintrodução do HB 1348 do ano anterior.                                                          | Encaminhado ao comitê em 19 de janeiro de 2023                               | 13 de março de 2023 |
| KS     | Estudantes           | SB 180 Define "homem" e "mulher" pelo sistema reprodutivo e diz que "sexo" na lei estadual refere-se ao "sexo, homem ou mulher, ao nascimento". Banheiros escolares serão divididos por sexo. | Entrará em vigor em 1 de julho de 2024                                       | 4 de junho de 2024  |
| KS     | Adultos              | SB 180 Também se aplica a vestiários, prisões, abrigos e centros de crise. | Entrará em vigor em 1 de julho de 2024                                       | 4 de junho de 2024  |
| LA     | Adultos              | HB 608 Aplica-se a escolas públicas, abrigos para violência doméstica e centros de detenção correcional e juvenil. | Entrará em vigor em 1 de agosto de 2024                                      | 27 de junho de 2024 |
| ND     | Estudantes e adultos | HB 1473 separa banheiros e chuveiros por sexo biológico em certas instalações correcionais públicas e faculdades | A ser deliberado na Câmara em 15 de março de 2023                            | 13 de março de 2023 |
| NH     | Estudantes           | HB 104 define todos os banheiros escolares de múltiplas cabines como "sexo único". | Em deliberação na Câmara                                                     | 13 de março de 2023 |
| NH     | Estudantes           | HB 619 exige que estudantes usem apenas os banheiros que correspondem ao sexo em sua certidão de nascimento. | Em deliberação na Câmara                                                     | 13 de março de 2023 |
| OK     | Estudantes           | SB 615 exige que estudantes usem banheiros e vestiários que correspondam ao sexo listado em suas certidões de nascimento. Exige que as escolas forneçam uma sala de troca de ocupação única como acomodação razoável para estudantes que não desejam cumprir.                                                                                                   | Em vigor desde 25 de maio de 2022                                            | 23 de maio de 2025  |
| TN     | Adultos              | HB 1151 modificou a definição de "espaços públicos" nas leis de exposição indecente do Tennessee para incluir banheiros, vestiários ou camarins de múltiplos usuários. Interpretações existentes da lei do Tennessee podem considerar uma pessoa trans usando tais instalações como exposição indecente se outra pessoa achar sua presença objetável.           | Em vigor desde 1 de julho de 2019                                            | 23 de maio de 2025  |
| UT     | Estudantes           | Aplica-se a escolas públicas. | Assinado pelo governador em 30 de janeiro de 2024                            | 4 de junho de 2024  |
| UT     | Adultos              | Aplica-se a edifícios governamentais. Se alguém for questionado sobre seu sexo, deve mostrar sua certidão de nascimento e comprovante de cirurgia de afirmação de gênero. | Assinado pelo governador em 30 de janeiro de 2024                            | 4 de junho de 2024  |
| VA     | Estudantes           | Políticas modelo de setembro de 2022 para escolas públicas da Virgínia exigem que os estudantes usem "banheiros, vestiários e outras instalações que correspondam ao seu sexo biológico." | Políticas modelo emitidas para escolas da Virgínia em 21 de setembro de 2022 | 23 de maio de 2025  |

#### Alabama
SB1, também conhecido como "Ato de Privacidade do Alabama", foi introduzido em Alabama em 7 de fevereiro de 2017, pelo senador estadual Phil Williams [en] em resposta a uma política de banheiros inclusiva promulgada pela Target Corporation em 2016. O projeto, se aprovado, exigiria a presença de atendentes em banheiros públicos de gênero misto "para monitorar o uso apropriado do banheiro e responder a quaisquer perguntas ou preocupações dos usuários." O projeto estagnou e nunca foi levado a votação.
HB 322 foi introduzido em 9 de fevereiro de 2022. O principal patrocinador do projeto foi Scott Stadthagen e "exige que escolas públicas de ensino fundamental e médio designem o uso de salas onde estudantes possam estar em vários estágios de nudez com base no sexo biológico". O projeto foi aprovado em 7 de abril de 2022 e foi sancionado como lei pela governadora do Alabama Kay Ivey em 8 de abril de 2022

#### Alasca
Anchorage, Alasca, proibiu a discriminação com base na identidade de gênero em 2015. Em 2017, a Alaska Family Action propôs um projeto de lei de iniciativa direta sobre banheiros que teria revogado as proteções para indivíduos transgêneros. A Proposição 1 teria tornado legal que "qualquer empregador, acomodação pública ou outra pessoa estabelecesse e aplicasse padrões ou políticas específicas de sexo em relação ao acesso a instalações íntimas, como vestiários, chuveiros, camarins e banheiros." A medida define o termo sexo como "A condição biológica imutável de um indivíduo de ser homem ou mulher, conforme objetivamente determinado por anatomia e genética no momento do nascimento." Os eleitores rejeitaram o projeto em abril de 2018.

#### Arizona
Uma emenda proposta em 2013 ao projeto de lei do Arizona S.B. 1432 teria permitido que a polícia exigisse identificação de qualquer pessoa suspeita de usar os banheiros ou chuveiros públicos 'errados', ou seja, as instalações designadas para o sexo que não correspondesse ao sexo em sua certidão de nascimento. Se considerada culpada, a pessoa estaria sujeita a até seis meses de prisão e uma multa de US$ 2.500 sob a acusação de conduta desordeira. A proposta foi retirada por seu patrocinador, John Kavanagh [en].
Kavanagh apresentou o S.B. 1040 em 31 de janeiro de 2023, que exige que as escolas públicas forneçam acomodações separadas para uma pessoa que está "involuntária ou incapaz" de usar um banheiro que corresponda ao seu "sexo biológico imutável, conforme determinado pela anatomia e genética no momento do nascimento da pessoa." Além disso, um estudante que encontrar uma pessoa do sexo oposto em um banheiro pode ter uma causa de ação contra a escola e pode processar para "recuperar danos monetários por todos os danos psicológicos, emocionais e físicos sofridos." A governadora Katie Hobbs vetou o projeto em 8 de junho de 2023.

#### Arkansas
O HB1156 foi apresentado pela deputada Mary Bentley em 17 de janeiro de 2023. Ele exige que as escolas públicas forneçam acomodações razoáveis para um indivíduo que está "involuntário ou incapaz" de usar um banheiro designado para o sexo do indivíduo, onde sexo é definido como "a condição física de ser homem ou mulher com base em genética e fisiologia". Uma escola pública pode ser processada se um estudante encontrar uma pessoa do sexo oposto no banheiro que recebeu permissão da escola para estar lá, e multas podem ser aplicadas a superintendentes, diretores e/ou professores individuais pelo Conselho de Padrões de Licenciamento Profissional. A Câmara aprovou o projeto com uma votação de 80–10 em 1 de fevereiro de 2023.
O SB270 foi apresentado pelo patrocinador principal John Payton e pela patrocinadora primária Cindy Crawford em 15 de fevereiro de 2023, para alterar o delito criminal de indecência sexual com uma criança para incluir uma pessoa "expondo seus órgãos sexuais a um menor do sexo oposto" em um banheiro, ou entrando em um banheiro "que é designado para pessoas do sexo oposto enquanto sabe que um menor do sexo oposto está presente". A penalidade por violar essa lei inclui até um ano de prisão e até uma multa de US$ 2.500.
Após ser retirado para o comitê em 2 de março de 2023 como resultado de um discurso do senador Clarke Tucker, o projeto foi revisado, reapresentado e aprovado pelo Senado em 7 de março, aguardando deliberação na Câmara em 9 de março.

#### Califórnia
O AB 1266, também conhecido como "Ato de Sucesso e Oportunidade Escolar", foi apresentado pelo deputado Tom Ammiano [en] em 22 de fevereiro de 2013. Ele exige que os alunos sejam autorizados a participar de programas, atividades escolares segregadas por sexo e usar instalações consistentes com sua identidade de gênero, sem considerar o gênero listado nos registros do aluno. O AB 1266 foi aprovado pelo governador Brown em 12 de agosto de 2013. Uma campanha para derrubar o AB1266 liderada por Frank Schubert não conseguiu reunir assinaturas suficientes para aparecer na cédula no ano seguinte.
Em 19 de setembro de 2014, o governador Brown vetou dois projetos de lei de paridade de banheiros, SB1350 e SB1358, apresentados pelos senadores Ricardo Lara [en] e Lois Wolk. Esses projetos teriam exigido que estações de troca de fraldas em banheiros públicos fossem acessíveis tanto para homens quanto para mulheres. Brown citou excesso de regulamentações como justificativa para seus vetos.
O AB 1732, também conhecido como "Ato de Acesso Igualitário a Banheiros", foi de autoria do deputado Phil Ting e sancionado pelo governador Jerry Brown em 29 de setembro de 2016, após aprovação pela Assembleia e pelo Senado. A lei tornou a Califórnia o primeiro estado dos EUA a exigir que todos os banheiros públicos de ocupação única fossem neutros em relação ao gênero a partir de 1 de março de 2017. Isso inclui escolas da Califórnia, edifícios governamentais, empresas e banheiros públicos. Também foi proposta uma legislação na Califórnia que "exige [...] que edifícios privados abertos ao público, conforme especificado, mantenham pelo menos uma estação de troca de fraldas para bebês segura, higiênica e conveniente, acessível a mulheres e homens". Desde que a Califórnia aprovou o AB 1732, estados como Nova York, Vermont, Novo México, o Distrito de Colúmbia e várias outras jurisdições seguiram o exemplo.
O SB 760 foi apresentado pelo senador estadual Josh Newman em 17 de fevereiro de 2023. A lei exige que todas as escolas de ensino fundamental e médio forneçam acesso a banheiros neutros em relação ao gênero durante o horário escolar.

#### Colorado
No Colorado, em fevereiro de 2015, um projeto de lei morreu em comitê que propunha proibir pessoas transgêneras de usarem vestiários correspondentes à sua identidade de gênero. Este projeto teria evitado ações judiciais por discriminação contra gerentes de instalações que optassem por negar entrada a pessoas transgêneras em tais instalações.

#### Flórida
Um projeto de lei sobre banheiros foi apresentado na Flórida na primavera de 2015 como H.B. 583 pelo representante Frank Artiles [en]. Artiles reclamou que, sob leis que protegem o uso de banheiros por transgêneros, "Um homem como eu pode entrar no banheiro da LA Fitness enquanto mulheres estão tomando banho, trocando de roupa, e simplesmente entrar lá." Seu projeto teria tornado ilegal para pessoas transgêneras usarem banheiros correspondentes à sua identidade de gênero em restaurantes, locais de trabalho ou escolas. As consequências incluiriam até um ano de prisão e uma multa de US$ 1.000. Os proponentes alegaram que o projeto visava prevenir "agressão, violência, molestamento, estupro, voyeurismo e exibicionismo". Os oponentes afirmaram que o único propósito era ser "discriminatório" e "criminalizar [pessoas transgêneras] simplesmente por viverem suas vidas diárias". O projeto passou por dois comitês da Câmara, mas não foi aprovado. Não houve outros projetos de lei sobre banheiros apresentados na legislatura estadual da Flórida em 2015 ou 2016, mas organizações como Equality Florida disseram em 2017 que estavam se preparando para a possibilidade de futuros projetos.

#### Indiana
Em janeiro de 2021, o senador estadual de Indiana Bruce Borders apresentou um projeto de lei ao Senado que tornaria um delito de Classe B para qualquer pessoa usar um banheiro ou vestiário que não correspondesse ao seu sexo de nascimento.

#### Kansas
Em 2016, a legislatura de Kansas apresentou um "projeto de lei sobre banheiros" que era quase idêntico à legislação modelo de "projeto de lei sobre banheiros" da ADF. O projeto morreu após protestos públicos contra a disposição da legislação que permitia aos estudantes processarem sua escola se encontrassem uma pessoa transgênera em um banheiro ou vestiário.
Uma lei de Kansas de 2023 protege agências governamentais e escolas de ações judiciais se elas proibirem mulheres transgêneras de usar banheiros femininos, mas não obriga restrições.

#### Kentucky
Uma proposta de 2015 em Kentucky, também baseada na legislação modelo da ADF, teria permitido aos estudantes processarem sua escola se encontrassem estudantes transgêneros usando o banheiro correspondente ao gênero com o qual se identificam. Em vez disso, teria permitido aos estudantes transgêneros solicitar acomodações especiais, incluindo acesso a banheiros de ocupação única ou de funcionários. Em 27 de fevereiro de 2015, o projeto S.B. 76 foi aprovado no Senado de Kentucky [en], mas não foi aprovado na Câmara de Kentucky.

#### Louisiana
O "Ato de Proteção às Mulheres", Projeto de Lei 608, codificou a definição de "homem" e "mulher" e restringe o uso de banheiros em escolas públicas, abrigos para violência doméstica e centros de detenção correcional e juvenil apenas àqueles cujo sexo corresponde ao atribuído ao nascimento.

#### Massachusetts
Em 2016, Massachusetts proibiu a discriminação com base na identidade de gênero em instalações segregadas por sexo. A lei foi chamada de "Ato Relativo à Antidiscriminação de Transgêneros".
Para abordar críticas de que um homem poderia afirmar de forma insincera ser uma mulher transgênera para acessar um banheiro com o propósito de olhar para mulheres, a lei incluiu uma disposição que proíbe a afirmação de uma identidade de gênero para um "propósito impróprio". (Além de ser acusado apenas por estar presente, ele poderia ser acusado pelos crimes separados de agressão, assédio ou ofensas de "voyeurismo".)
Um estudo de cidades de Massachusetts que promulgaram uma proibição semelhante nos dois anos anteriores à entrada em vigor da lei estadual de não discriminação de 2016 constatou que ela não teve impacto na taxa de crimes em banheiros, que já eram raros.
Na eleição de 6 de novembro de 2018, os eleitores foram questionados se deveriam revogar essa lei. A Iniciativa de Antidiscriminação de Identidade de Gênero de Massachusetts [en] apareceu na cédula como "Questão 3". Foi a primeira vez que tal questão foi submetida aos eleitores em nível estadual. A lei de não discriminação existente foi mantida por aproximadamente 1,76 milhão de votos a favor e 834.000 votos contra.

#### Minnesota
Um projeto de lei sobre banheiros foi apresentado em Minnesota em 2016. Era uma cópia palavra por palavra da legislação modelo da ADF.

#### Mississippi
O Projeto de Lei 1258 foi apresentado em 2016, mas não avançou. Ele teria acusado qualquer pessoa que "exibisse de forma lasciva e intencional sua pessoa, ou partes íntimas dela" com um delito leve. Notavelmente, uma exceção foi explicitamente feita para pessoas transgêneras que feito TRH por um período de pelo menos 12 meses, exigindo que tais pessoas fornecessem prova escrita de um médico.

#### Missouri
Dois projetos de lei sobre banheiros foram apresentados em Missouri em 2017.

#### Nevada
Em 19 de março de 2015, Victoria Dooling, uma representante estadual de Nevada, propôs um projeto de lei sobre banheiros que se aplicaria a crianças em escolas públicas no estado. Ele posteriormente morreu em comitê.

#### Novo México
Em março de 2019, um projeto de lei foi aprovado em ambas as câmaras da Legislatura do Novo México [en] (votação na Câmara 54-12 e no Senado 23-15) para permitir explicitamente banheiros neutros em relação ao gênero. O projeto foi sancionado pelo governador no mesmo mês e entrou em vigor em 1 de julho de 2019.

#### Nova York
Em 7 de março de 2016, o prefeito Bill de Blasio assinou uma Ordem Executiva exigindo que todos os municípios da Cidade de Nova York disponibilizassem ao público e seus funcionários uma instalação de sexo único consistente com suas identidades de gênero. Indivíduos que usassem essas instalações não precisariam apresentar identificação ou documentação médica para verificar seu gênero.
A Legislatura do Estado de Nova York [en], em julho de 2020, aprovou um projeto de lei para implementar banheiros neutros em relação ao gênero em todos os banheiros públicos de ocupação única em todo o estado.

#### Carolina do Norte
O Ato de Privacidade e Segurança das Instalações Públicas tornou-se lei na Carolina do Norte em 2016, embora partes da medida tenham sido posteriormente revogadas em 2017 como parte de um acordo entre o governador democrata e a legislatura controlada pelos republicanos, e as disposições restantes foram extintas em 2020.
Em 23 de março de 2016, o governador da Carolina do Norte Pat McCrory (R) sancionou o Ato (comumente conhecido como Projeto de Lei 2). A lei estabelece que em edifícios governamentais, indivíduos (como estudantes em escolas operadas pelo estado) só podem usar banheiros e vestiários que correspondam ao sexo identificado em suas certidões de nascimento. Pessoas transgêneras nascidas na Carolina do Norte podem obter certidões de nascimento modificadas nas quais o sexo é diferente do originalmente atribuído ao nascimento, mas somente se tiverem passado por cirurgia de redesignação sexual. Para aqueles nascidos em outros lugares, a capacidade de alterar o sexo listado em uma certidão de nascimento é regida pelo local de nascimento (que pode ter requisitos substancialmente diferentes e, em alguns casos, pode não permitir tais alterações).
A lei também revoga uma ordenança de antidiscriminação LGBT que havia sido aprovada por Charlotte, Carolina do Norte, impede que governos locais no estado promulguem ordenanças semelhantes e proíbe cidades de aumentarem seus salários mínimos acima do nível estadual.
Em 26 de agosto de 2016, um juiz do Tribunal Distrital dos EUA concedeu uma injunção preliminar, impedindo a Universidade da Carolina do Norte de aplicar as disposições sobre banheiros da lei.
Em 30 de março de 2017, a legislatura revogou parcialmente o Projeto de Lei 2, removendo as restrições ao uso de banheiros por indivíduos transgêneros. O acordo de compromisso foi criticado tanto por grupos de direitos LGBT quanto por conservadores.

#### Oklahoma
Em 25 de maio de 2022, o governador de Oklahoma Kevin Stitt sancionou o Projeto de Lei do Senado de Oklahoma 615 que exige que estudantes de escolas públicas e escolas charter usem vestiários e banheiros que correspondam ao sexo listado em suas certidões de nascimento.

#### Carolina do Sul
Em abril de 2016, o senador Lee Bright apresentou um projeto de lei (S. 1203) no Senado da Carolina do Sul, que era essencialmente o mesmo que o HB2 da Carolina do Norte. O projeto bloquearia governos locais de aprovar ordenanças antidiscriminatórias, como o uso de banheiros públicos por indivíduos gays, lésbicas, bissexuais e transgêneros. O projeto de Bright manteria que os banheiros públicos fossem usados de acordo com o "sexo biológico". Uma pesquisa online realizada por um site de notícias indicou que 75% dos eleitores não consideravam o projeto necessário. A legislação não cumpriu o prazo de crossover para que projetos passassem de uma câmara legislativa para a outra.
Em dezembro de 2016, um projeto semelhante foi apresentado pelo representante Steven Wayne Long na Câmara da Carolina do Sul (H. 3012).

#### Dakota do Sul
Em 16 de fevereiro de 2016, o Senado da Dakota do Sul votou por 20–15 para aprovar um projeto de lei sobre banheiros que, se aprovado, teria sido o primeiro no país a exigir que crianças em escolas públicas usassem instalações que correspondessem ao sexo atribuído ao nascimento. O projeto de Dakota do Sul foi, segundo o conselho jurídico da ADF, baseado na legislação modelo de projeto de lei sobre banheiros da ADF. Em 1 de março de 2016, o governador de Dakota do Sul, Dennis Daugaard, vetou o projeto. No início da sessão legislativa de 2017, o senador republicano Lance Russell reapresentou o projeto de lei sobre banheiros, mas em 30 de janeiro ele retirou o projeto porque Daugaard novamente prometeu vetá-lo.

#### Tennessee
Em 6 de abril de 2016, o Comitê de Administração e Planejamento Educacional da Câmara do Câmara dos Representantes do Tennessee aprovou um projeto de lei sobre banheiros que se aplicaria a escolas públicas e faculdades no estado e exigiria que os estudantes usassem um banheiro que correspondesse ao sexo identificado ao nascimento. Antes que o projeto pudesse avançar, o patrocinador da Câmara decidiu adiar sua consideração por um ano para permitir mais investigações, citando preocupações de que poderia interferir no financiamento do Título IX. Em 2017, o projeto foi reintroduzido, mas morreu no Comitê de Educação do Senado.
Em 2019, o governador do Tennessee, Bill Lee, sancionou uma legislação que modificou a definição de exposição indecente para incluir atos cometidos em banheiros e vestiários se forem designados para uso por um único sexo e a pessoa que comete o ato for do sexo oposto (conforme atribuído ao nascimento). A versão original dessa legislação teria criminalizado o simples ato de um indivíduo transgênero entrar em um banheiro oposto ao seu sexo atribuído ao nascimento, mas essa disposição foi eventualmente removida. No entanto, críticos da legislação ainda estavam preocupados que o projeto pudesse ser interpretado como uma permissão para o assédio de indivíduos transgêneros em banheiros por outros que considerassem sua presença objetável.

#### Texas
Um projeto de lei apresentado à Câmara dos Representantes do Texas em março de 2015 propunha que qualquer estudante que encontrasse outro estudante que não se identificasse com seu "sexo biológico" em um banheiro compartilhado pudesse receber US$ 2.000 em reparação por "angústia mental". A escola também seria responsável por não tomar medidas contra estudantes transgêneros conhecidos usando o banheiro de sua identidade de gênero. Uma análise da NBC News determinou que o projeto do Texas foi influenciado pela legislação modelo da ADF, que também propõe US$ 2.500 em danos por encontro com uma pessoa transgênera em um banheiro compartilhado.
Outro projeto, apresentado à Câmara do Texas em fevereiro de 2015, sugeria que qualquer pessoa com mais de 13 anos encontrada em um banheiro público de um gênero que não fosse o seu deveria ser acusada de um delito de Classe A, enfrentar até um ano de prisão e uma multa de US$ 4.000. Sob este projeto proposto, gerentes de prédios que permitissem repetidamente e conscientemente que indivíduos transgêneros usassem a instalação de sua identidade de gênero também enfrentariam uma multa de até US$ 10.000.
Vários projetos foram apresentados nas sessões legislativa regular e na primeira sessão especial da Legislatura do Texas [en] em 2017. Patrocinados pela senadora estadual Lois Kolkhorst e defendidos pelo vice-governador Dan Patrick [en], o Senado do Texas aprovou o SB6 na sessão regular e o SB3 na sessão especial por uma votação de 21-10, majoritariamente seguindo as linhas partidárias (o senador Eddie Lucio Jr. foi o único democrata a votar a favor de cada projeto). Nenhum dos projetos foi levado ao plenário da Câmara (embora o SB6 tenha recebido uma audiência pelo comitê de Assuntos Estaduais da Câmara). O SB6 limitaria o acesso a banheiros com base no sexo listado na certidão de nascimento, enquanto o SB3 permitiria que um indivíduo usasse o banheiro listado em várias identificações estaduais (por exemplo, carteira de motorista ou licença de porte oculto).
O presidente da Câmara do Texas, Joe Straus [en], expressou sua oposição aos projetos, citando o impacto econômico que a Carolina do Norte enfrentou enquanto o HB2 estava em vigor. Ele também foi citado por um artigo do New Yorker dizendo: "Estou enojado com tudo isso. Diga ao vice-governador que não quero o suicídio de um único texano em minhas mãos."
Em setembro de 2018, Kolkhorst indicou que tentaria novamente aprovar uma legislação semelhante.

#### Vermont
Em 11 de maio de 2018, o governador de Vermont, Phil Scott, sancionou um projeto de lei que exige que todos os banheiros públicos de ocupação única sejam neutros em relação ao gênero.

#### Virgínia
Em 2016, o delegado Mark Cole patrocinou o Projeto de Lei 663, um projeto de lei sobre banheiros que restringia o uso de banheiros públicos de acordo com o "sexo anatômico" de uma pessoa, definido como "a condição física de ser homem ou mulher, que é determinada pela anatomia de uma pessoa", com violadores sujeitos a uma penalidade civil não superior a US$ 50. O HB663 foi apresentado em 11 de janeiro de 2016 e morreu em comitê em fevereiro de 2016. Foi amplamente relatado que o HB663 exigiria que adultos inspecionassem os genitais de crianças antes de permitirem sua entrada nas instalações apropriadas, mas isso foi desmentido pela Snopes como uma interpretação enganosa do texto do projeto, que afirma que os administradores "devem desenvolver e implementar políticas que exijam que cada banheiro ... designado para uso por um gênero específico seja usado exclusivamente por indivíduos cujo sexo anatômico corresponda a tal designação de gênero." Cole patrocinou o Projeto de Lei 781 um dia depois, em 12 de janeiro de 2016, que usava a mesma redação, mas substituía "sexo anatômico" por "sexo biológico". O uso de "sexo biológico" permitia uma atualização por meio de certidão de nascimento alterada. O HB781 também morreu em comitê em fevereiro.
No início de 2017, o HB1612, proposto pelo republicano Bob Marshall [en], usaria o "sexo de nascimento" para definir qual banheiro, vestiário ou área privada em edifícios governamentais seria permitido para um dado indivíduo. O HB1612 também estipulava que indivíduos que não usassem o banheiro de seu sexo de nascimento estariam sujeitos a ações civis. Além disso, o HB1612 exigia que os diretores escolares informassem os pais de uma criança se ela não desejasse se identificar com seu sexo de nascimento. O projeto foi rejeitado em subcomitê em 19 de janeiro de 2017.
Um caso de agressão sexual em um banheiro de escola secundária no Condado de Loudoun atraiu atenção política nacional em 2021, mas alegações de que o perpetrador era transgênero provaram ser falsas.

#### Washington
No início de 2015, o SB 6548, que impediria indivíduos transgêneros de usar o banheiro associado ao gênero com o qual se identificam, foi apresentado no Senado, mas não foi aprovado. Em dezembro de 2015, a Comissão de Direitos Humanos do Estado de Washington promulgou uma regra que permitia que indivíduos transgêneros usassem banheiros de acordo com suas identidades de gênero. No início de 2016, um projeto de lei para derrubar a decisão (SB 6443) foi votado no Senado estadual e derrotado por uma margem de 25–24. Uma tentativa de colocar uma iniciativa eleitoral estadual na cédula de novembro de 2016, I-1515, não conseguiu alcançar o número de assinaturas necessário para aparecer na cédula. Em 5 de dezembro de 2016, um novo projeto, HB 1011, foi pré-apresentado na Câmara do Estado de Washington. Este projeto impediria indivíduos transgêneros de usar um banheiro de sua identidade de gênero, a menos que tivessem passado por cirurgia de redesignação sexual, e impediria que municípios locais promulgassem ordenanças que contradissessem a diretiva.

#### Wisconsin
Em novembro de 2015, Wisconsin realizou uma audiência sobre um projeto de lei sobre banheiros para exigir que crianças em escolas públicas usassem instalações que correspondessem ao sexo atribuído ao nascimento. Segundo críticos, o projeto também violaria a declaração de 2014 do Escritório de Direitos Civis do governo federal de que a lei federal de não discriminação cobria a identidade de gênero. No mês seguinte, o projeto foi revisado para permitir que escolas públicas oferecessem banheiros neutros em relação ao gênero.

## Canadá
No Canadá, vários projetos de lei tentaram incluir a identidade de gênero e a expressão de gênero entre as características protegidas contra discriminação e elegíveis para consideração em sentenças de criminosos por ódio.
Em 2009, o Novo Partido Democrático (NDP) deputado Bill Siksay [en] apresentou o Projeto de Lei C-389 ao 40º Parlamento [en]. Ele foi aprovado na Câmara dos Comuns em 2011 e derrotado no Senado.
O Projeto de Lei C-279, apresentado ao 41º Parlamento em 2011 pelo deputado do NDP Randall Garrison [en], foi aprovado e enviado ao Senado em março de 2013. Em 2015, o senador Don Plett apresentou três emendas, uma das quais isentava banheiros públicos e vestiários de proteção. Ele foi derrotado. Garrison o reintroduziu ao 42º Parlamento como Projeto de Lei C-204.
O Projeto de Lei C-16 foi apresentado em 17 de maio de 2016 pela Ministra da Justiça Jody Wilson-Raybould [en] ao 42º Parlamento. Ele foi aprovado em ambas as câmaras e tornou-se lei ao receber assentimento real em 19 de junho de 2017, entrando em vigor imediatamente.

## Nova Zelândia
Em 10 de maio de 2024, o partido populista Nova Zelândia Primeiro apresentou seu "Projeto de Lei de Acesso Justo aos Banheiros" ao Parlamento, que exigiria que todos os edifícios públicos fornecessem banheiros unissex e de sexo único claramente demarcados. O projeto proposto também multaria qualquer pessoa que usasse um banheiro de sexo único "que não fosse do sexo para o qual esse banheiro foi designado". O líder do Partido Trabalhista da Nova Zelândia, Chris Hipkins, e a porta-voz da comunidade arco-íris do Partido Verde da Nova Zelândia, Kahurangi Carter, descreveram o projeto de lei de membro como um ataque à comunidade transgênera.
Em meados de abril de 2025, a Radio New Zealand [en] relatou que o Nova Zelândia Primeiro havia retirado sua proposta de legislação sobre banheiros. Em 22 de abril, o líder do partido, Winston Peters [en], também apresentou um novo projeto de lei de membro que defendia a definição do termo mulher na lei da Nova Zelândia como "uma fêmea biológica humana adulta".